# Araneus guatemus
Araneus guatemus este o specie de păianjeni din genul Araneus, familia Araneidae, descrisă de Levi, 1991.
Este endemică în Guatemala. Conform Catalogue of Life specia Araneus guatemus nu are subspecii cunoscute.